# Dorcus ratiocinativus
Dorcus ratiocinativus is een keversoort uit de familie vliegende herten (Lucanidae). De wetenschappelijke naam van de soort is voor het eerst geldig gepubliceerd in 1871 door Westwood.